# سیداحمدی (خرم‌بید)
سیداحمدی روستایی از توابع بخش مرکزی شهرستان خرم‌بید در استان فارس ایران است.

## جمعیت
این روستا در دهستان قشلاق قرار دارد و براساس سرشماری مرکز آمار ایران در سال ۱۳۸۵، جمعیت آن ۱۴۲ نفر (۳۳خانوار) بوده‌است.